# بوشکان دیلمی
بوشیگان دیلمی، روستایی از توابع دهستان انارستان در شهرستان کازرون در استان فارس ایران است.

## جمعیت
این روستا در دهستان انارستان قرار دارد و براساس سرشماری مرکز آمار ایران در سال ۱۳۸۵، جمعیت آن ۶۵۶ نفر (۱۶۱خانوار) بوده‌است.